# Besar 2 Terjun
Besar 2 Terjun is een bestuurslaag in het regentschap Serdang Bedagai van de provincie Noord-Sumatra, Indonesië. Besar 2 Terjun telt 4053 inwoners (volkstelling 2010).